# Asphinctopone silvestrii
Asphinctopone silvestrii är en myrart som beskrevs av Santschi 1914. Asphinctopone silvestrii ingår i släktet Asphinctopone och familjen myror. Inga underarter finns listade.

## Bildgalleri

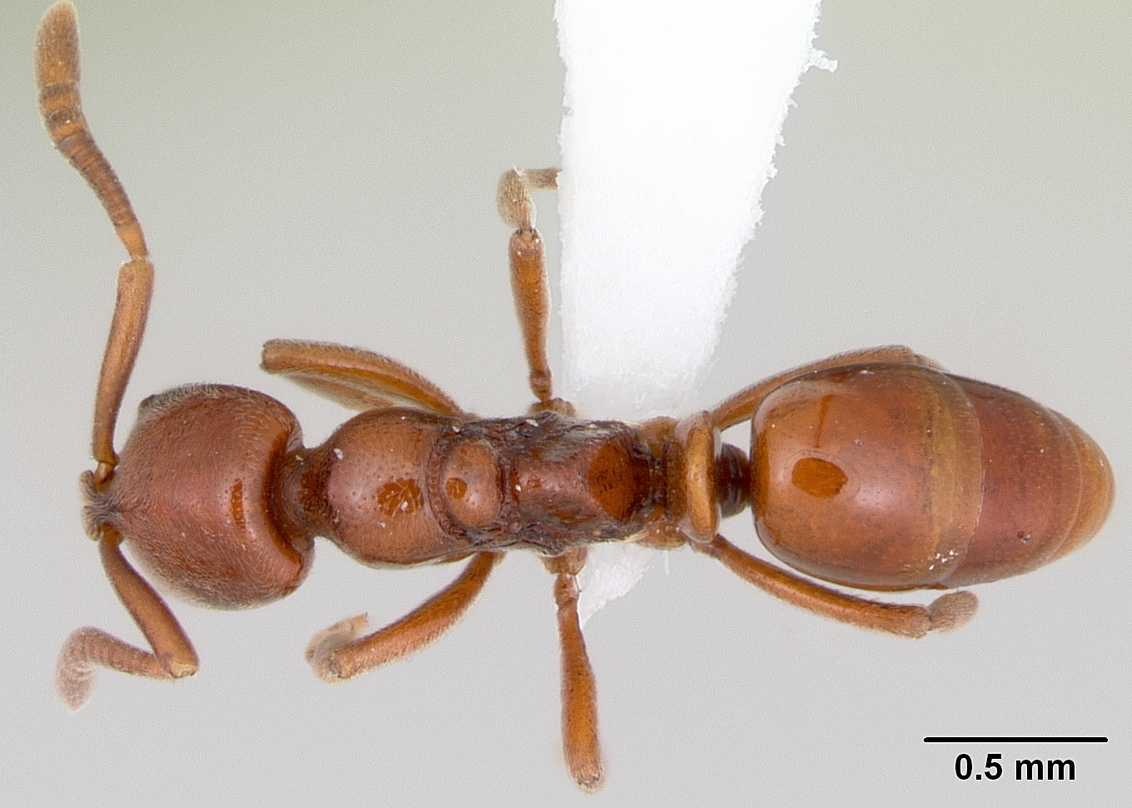
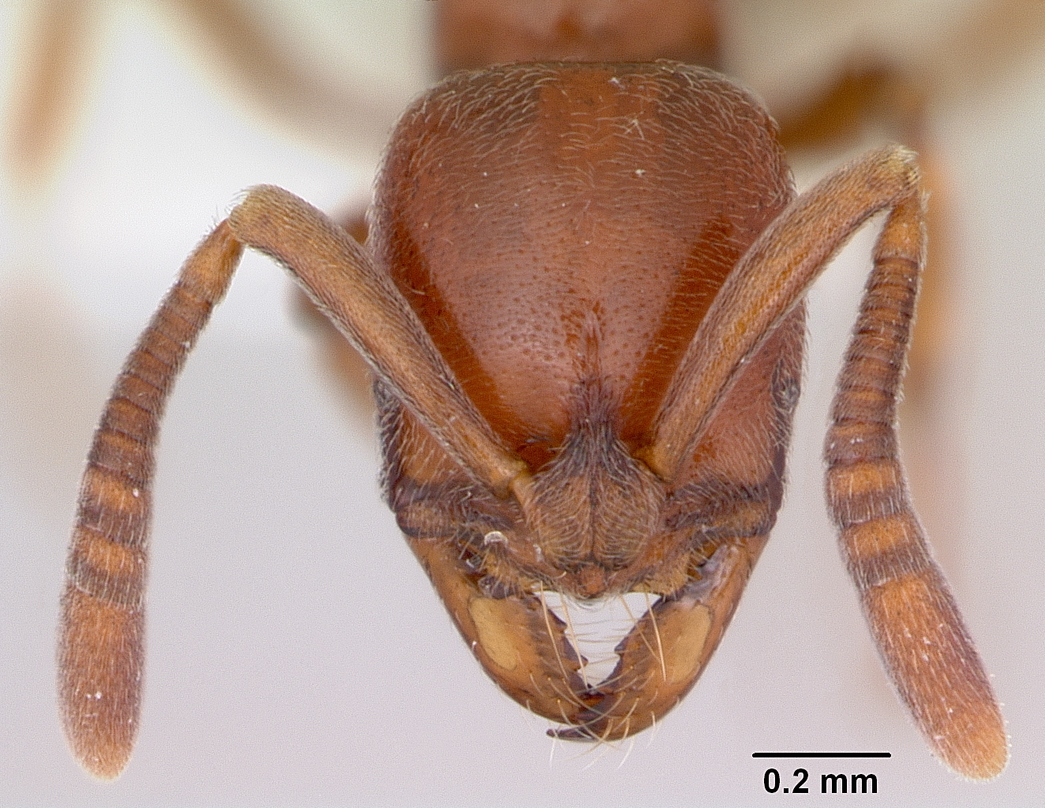
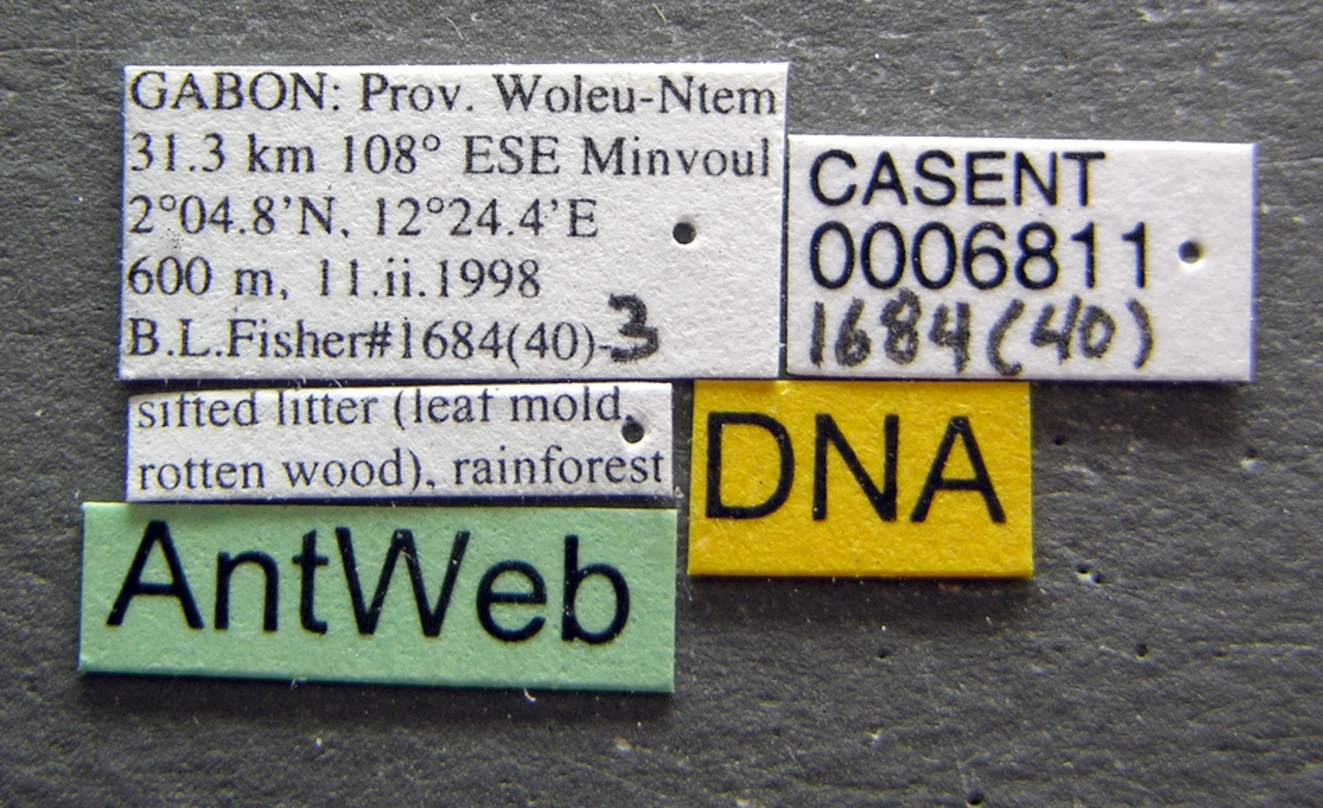
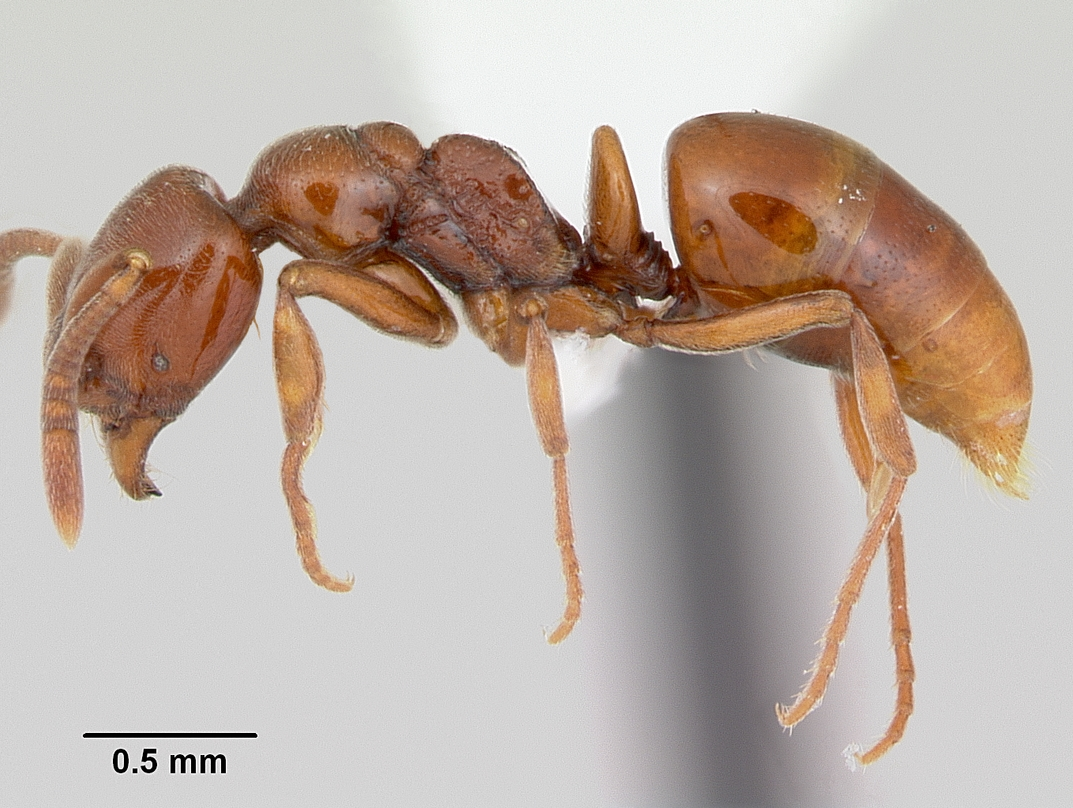
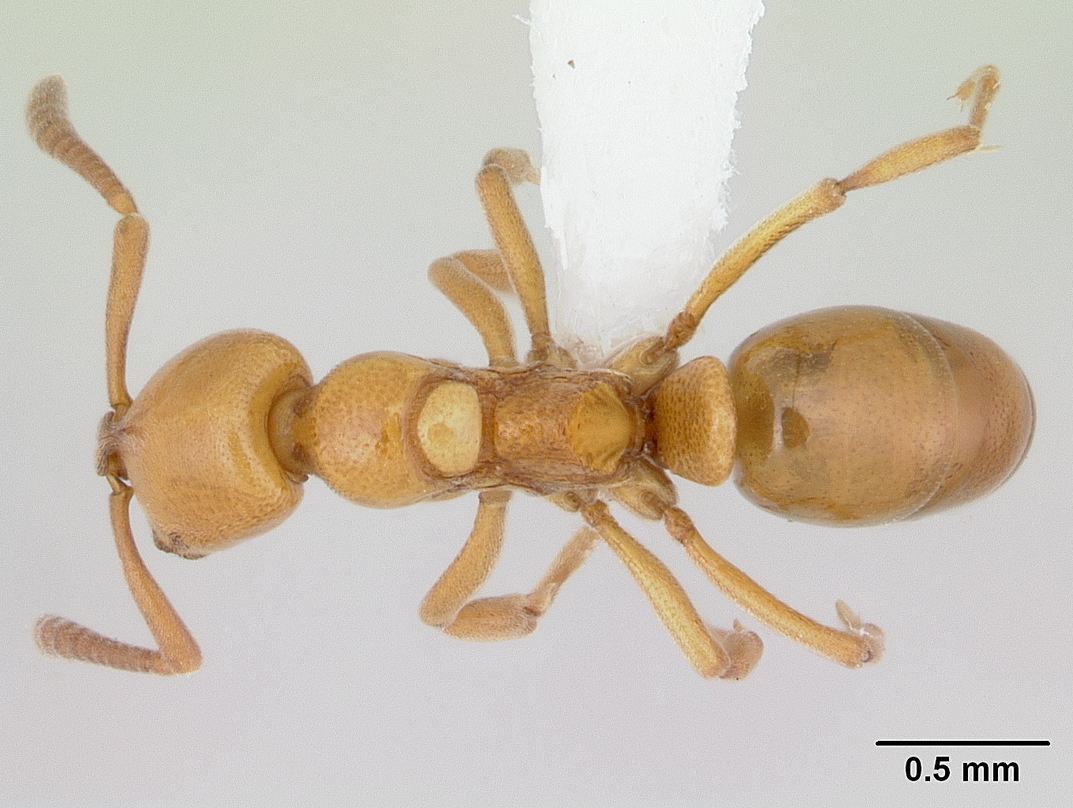
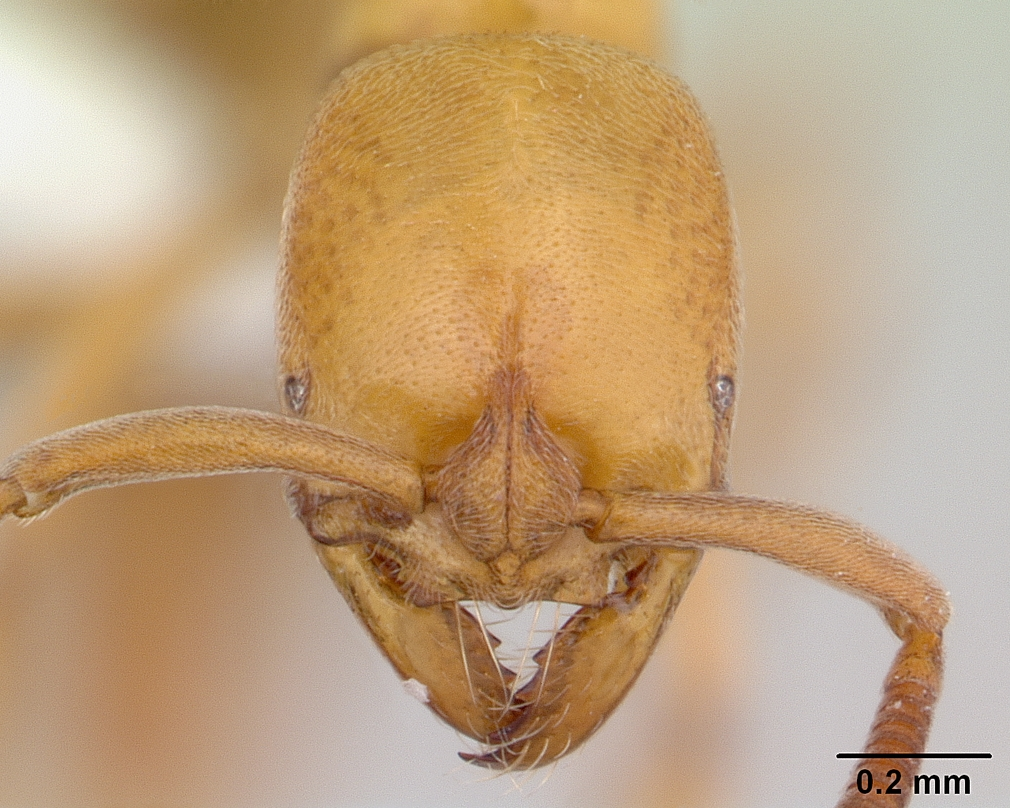